# Trichillum cordobense
Trichillum cordobense är en skalbaggsart som beskrevs av Vaz-de-mello och François Génier 2005. Trichillum cordobense ingår i släktet Trichillum och familjen bladhorningar. Inga underarter finns listade i Catalogue of Life.